# Mayeur de Saint-Paul
Pour les articles homonymes, voir Mayeur.
Mayeur de Saint-Paul (né François-Marie Mayeur le 6 juin 1758 à Paris, paroisse Saint-Paul, d'où son pseudonyme, et mort dans la même ville le 18 décembre 1818) est un acteur, dramaturge et directeur de théâtre français.

## Biographie
Acteur dès son enfance dans la troupe d'Audinot au théâtre de l'Ambigu-Comique, il est vite apprécié du public mais, fort indiscipliné, il est enfermé plusieurs fois au For-l'Évêque. En 1779, il entre aux Grands-Danseurs du Roi, dans la troupe de Nicolet, où sa vogue le suit.
À la fin de l'année 1789, il part jouer dans les Antilles françaises, notamment à Saint-Domingue (aujourd'hui Haïti), avec quelques autres artistes de la troupe conduits par le danseur Placide. Mais le soulèvement des Noirs le contraint à rentrer en France. Il débarque à Bordeaux en 1791, et fait construire une salle qu'il nomme Théâtre du Vaudeville-Variétés. Accusé d'être « modéré » par les révolutionnaires bordelais, il quitte la ville et se rend à Nantes puis à Paris en 1795, au théâtre de la Cité.
En 1798, il embarque à nouveau pour les colonies et se rend en Île-de-France, où il séjourne deux ans, avant de revenir à Paris prendre la direction du théâtre de la Gaîté.
Il court ensuite la province entre 1805 et 1815, de Bordeaux à Lyon, Versailles et Dunkerque. Deux ans plus tard, il se rend en Corse pour diriger le Théâtre de Bastia, mais il y essuie un échec. De retour à Paris, il y meurt dans la misère à l'âge de 60 ans.
Il est l'auteur d'une soixantaine de pièces de théâtre, souvent licencieuses, et d'ouvrages scandaleux, toujours anonymes… Son Chroniqueur désœuvré (1781-1783) est une somme des rumeurs qui circulaient sur les théâtres de Paris à la fin du XVIIIe siècle.

## Pamphlets
- Le Désœuvré ou l'Espion du boulevard du Temple, Londres, 1781 (réédité en 1782).
- Le Chroniqueur désœuvré ou l'Espion du boulevard du Temple, contenant les annales scandaleuses et véridiques des directeurs, acteurs et saltimbanques du boulevard, avec un résumé de leur vie et mœurs par ordre chronologique, Londres, 1782-1783, 2 t. en 1 vol. (et 2e éd. en 1 vol., 1782).
- Le Vol plus haut, ou l'Espion des principaux théâtres de la capitale, contenant une histoire abrégée des acteurs et actrices de ces mêmes théâtres, enrichie d'observations philosophiques et d'anecdotes récréatives, Memphis, « chez Sincère, libraire, réfugié au Puits de la vérité », 1784.